# 凯伊士环形山
凯伊士环形山（Kiess）是位于月球正面史密斯海西南部一座古老的大撞击坑残迹，约形成于前酒海纪，其名称取自美国天文学家卡尔·克拉伦斯·凯伊士（Carl Clarence Kiess，1887年-1967年），1973年被国际天文学联合会正式批准接受。

## 描述

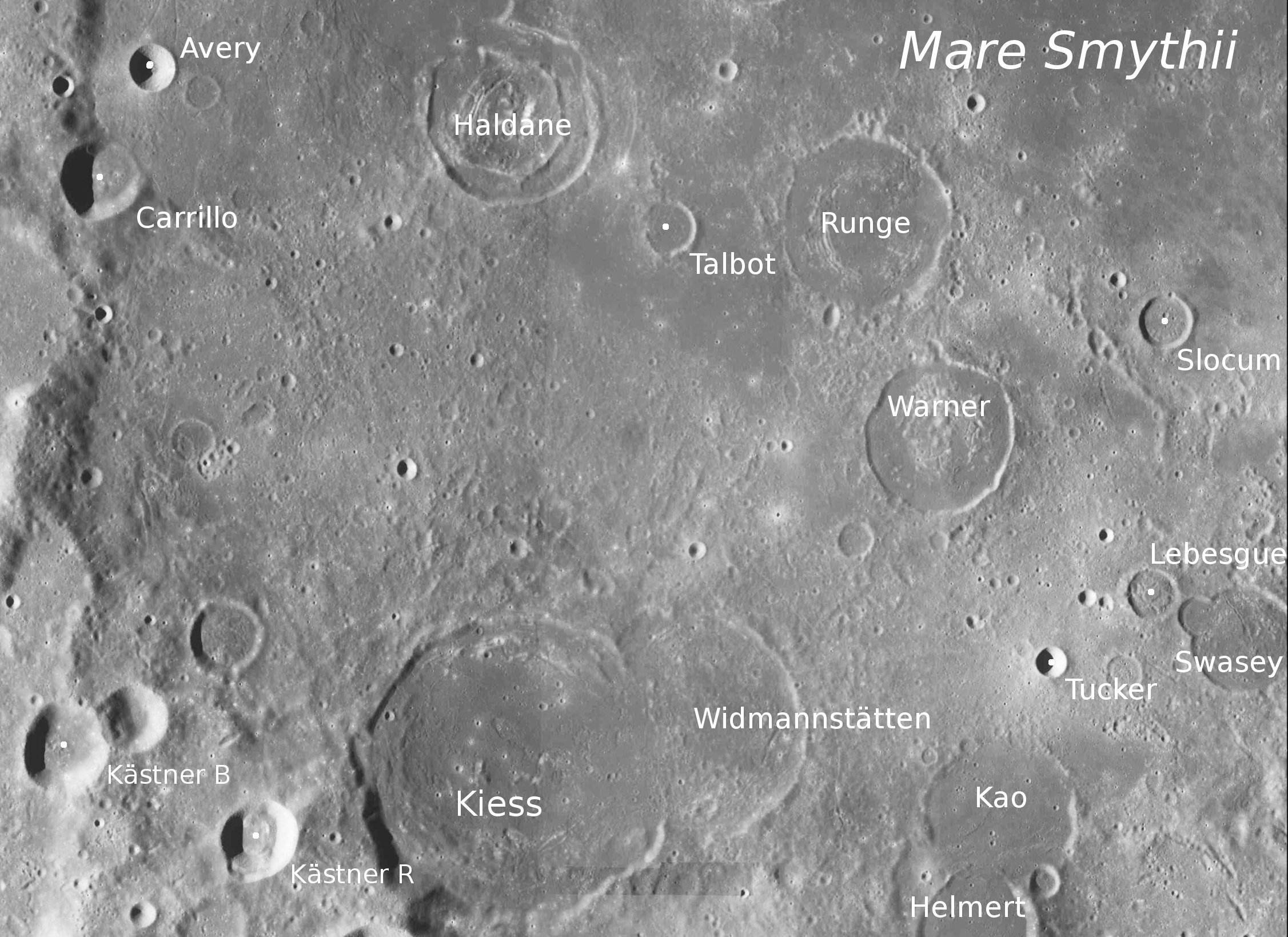
凯伊士环形山周边图，月球勘测轨道飞行器拍摄。

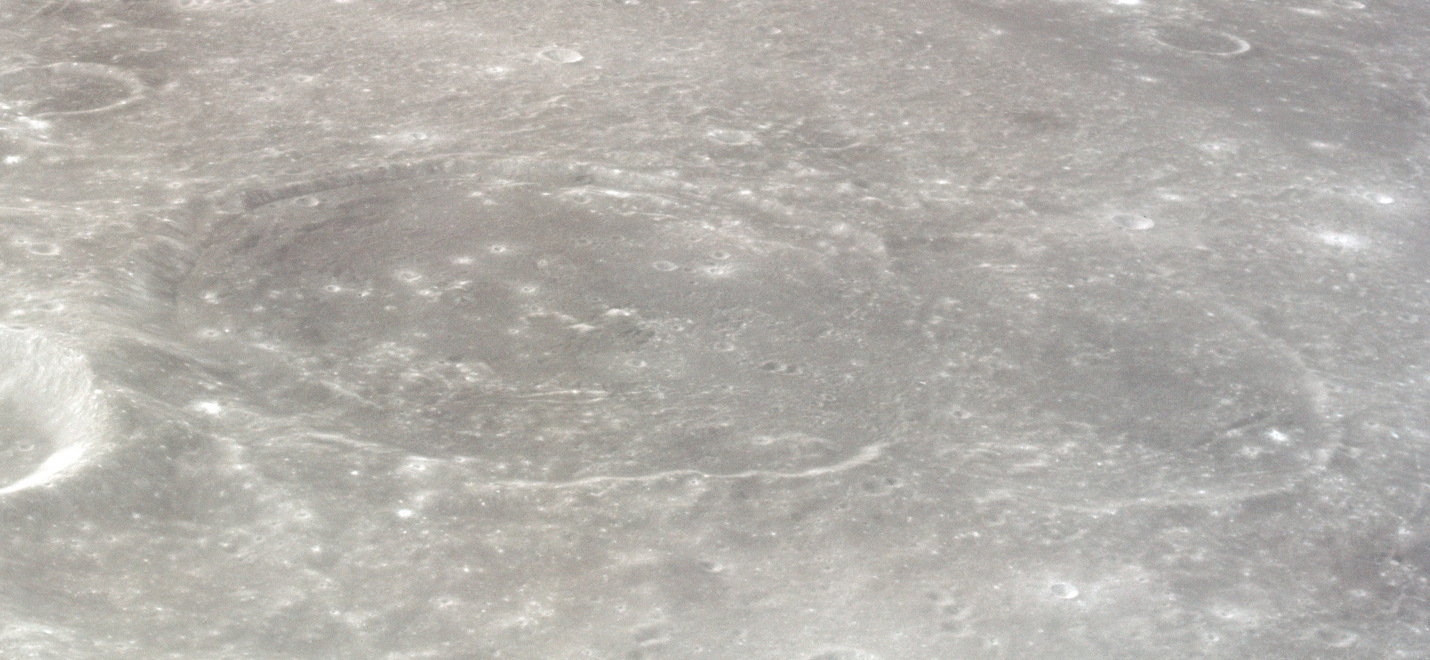
阿波罗12号拍摄的凯伊士环形山和魏德曼施泰登环形山斜视图

该陨坑西侧毗邻克斯特纳环形山；西北靠近卡里略陨石坑；霍尔丹陨石坑位于它的北面；东北则是沃纳陨石坑；凯伊士环形山的东侧为魏德曼施泰登环形山；而豪特曼斯陨石坑和布雷克陨石坑分列于它的东南和西南；南面横亘着克雷伊肯陨石坑。该陨坑的中心月面坐标为6°25′S 84°07′E / 6.41°S 84.11°E，
直径67.8公里，深度约800米。
凯伊士环形山的内部已完全被玄武岩熔岩掩没，仅剩下一圈狭窄的残壁突兀在史密斯海表面，其中：西南侧坑壁最高，东北侧宽大的峪口则紧连着略小的魏德曼施泰登环形山。该陨坑边缘轮廓呈多边形，南北方向稍长，除魏德曼施泰登环形山外，坑壁上没有覆盖其它较醒目的撞击坑，坑内部容积约为3400公里³。坑底反照率较低，幽暗的表面类似相邻的月海，西部区延绵着一道低矮的山脊，一直延伸到它的内侧壁。

## 另请参阅
- 小行星1788 凯伊士